# 水尾镇 (叙永县)
水尾镇，是中华人民共和国四川省泸州市叙永县下辖的一个乡镇级行政单位。

## 行政区划
水尾镇下辖以下地区：
画稿溪社区、安全村、会龙村、钢铁村、水星村、月明村、番山村、青杠村、官斗村、西溪村、广木村和观音阁村。